# André Luiz Rodrigues Lopes
André Luiz Rodrigues Lopes (* 15. Februar 1985 in Campo Grande), auch bekannt als Andrezinho, ist ein ehemaliger brasilianischer Fußballspieler.

## Karriere
Andrezinho stand von 2003 bis 2008 beim brasilianischen Vereinen CE Nova Esperança, EC Juventude und Roma Esporte Apucarana unter Vertrag. Sommer 2008 wechselte er zum japanischen Zweitligisten Tokushima Vortis. Von 2009 bis 2010 spielte er bei River Plate Montevideo. 2010 wechselte er zum chinesischen Liaoning Hongyun. 2011 wechselte er zum japanischen Zweitligisten Consadole Sapporo. Sommer 2011 wechselte er zum australischen Perth Glory. 2012 wurde er mit dem Verein Vizemeister der A-League. Danach spielte er bei AE Paphos, Ordabassy Schymkent und Phuket Andaman FC.